# Eucoelium pallidus
Eucoelium pallidus is een zakpijpensoort uit de familie van de Polycitoridae. De wetenschappelijke naam van de soort is, als Polycitorella pallida, voor het eerst geldig gepubliceerd in 1962 door Millar.